# ジヴァニウド・サンターナ
ジヴァニウド・サンターナ（Givanildo Santana、1971年11月20日 - ）は、ブラジルの男性総合格闘家、柔術家。サンパウロ州サンパウロ出身。アメリカ合衆国カリフォルニア州アーバイン在住。チーム・オーヤマ/ロータス・クラブ所属。ジヴァ・サンタナとも表記される。
腕ひしぎ十字固めによる一本勝ちの多さから、「ジ・アーム・コレクター」の異名を持つ。

## 来歴
総合格闘技を始める前は軍隊に所属しており、そのときにブラジリアン柔術を学び始めた。
2002年、ムンジアル黒帯メイオペサード級(-85kg)で3位に入賞。同年のブラジレイロでは準優勝の成績を残す。2003年のコパドムンドでは黒帯メイオペサード級で優勝を果たした。
2005年7月9日、韓国で行われた「X-Impact World Championships」で16人参加のワンナイトトーナメントに出場し、決勝でイム・ジュンスに一本勝ちするなど、4試合中3つの一本勝ち（全て腕ひしぎ十字固め）で優勝を果たす。
2005年10月19日、ヒクソン・グレイシー主催のグラップリング大会「ブドーチャレンジ」の98kg未満級に出場。1回戦でシャンジ・ヒベイロに送り襟絞めで一本負けを喫した。
2006年4月14日、アメリカ合衆国カリフォルニア州で行われた胴着無しのグラップリング大会「Tournament of Pros」の200ポンド以下級に出場。1回戦でエイザ・フラー、準決勝でネイサン・ディアスにそれぞれポイント勝ち。決勝ではブレント・ストゥーリクにショルダーロックによる一本勝ちで優勝を果たす。
2007年10月26日、EliteXCの大会ShoXCに出場。ジェイミー・フレッチャーと対戦し、腕ひしぎ十字固めで一本勝ち。
2009年4月29日、DEEP M-1 CHALLENGE 3rd EDITION in JAPANにアメリカ対韓国のアメリカチームのミドル級選手として出場し、ホ・ミンソクに腕ひしぎ十字固めで一本勝ちを収めた。
2009年8月1日、Affliction: Trilogyでルシオ・リニャーレスと対戦予定であったが、大会開催がキャンセルされた。

## 戦績
| 総合格闘技 戦績 | 総合格闘技 戦績 | 総合格闘技 戦績 | 総合格闘技 戦績 | 総合格闘技 戦績 | 総合格闘技 戦績 | 総合格闘技 戦績 |
| --------------- | --------------- | --------------- | --------------- | --------------- | --------------- | --------------- |
| 18 試合         | (T)KO           | 一本            | 判定            | その他          | 引き分け        | 無効試合        |
| 17 勝           | 1               | 15              | 1               | 0               | 0               | 0               |
| 1 敗            | 0               | 0               | 1               | 0               | 0               | 0               |

| 勝敗 | 対戦相手                   | 試合結果                   | 大会名                                                                      | 開催年月日     |
| ○    | ダリル・コブ               | 1R 2:00 腕ひしぎ十字固め   | Bellator 53                                                                 | 2011年10月8日  |
| ○    | ダグ・マーシャル           | 1R 0:29 チョークスリーパー | TPF 10: Let the Chips Fall                                                  | 2011年8月5日   |
| ○    | アンソニー・ルイス         | 2R 4:37 腕ひしぎ十字固め   | MEZ Sports: Pandemonium 3                                                   | 2010年11月19日 |
| ○    | ロデューン・シンケイド     | 3R 4:27 TKO（パウンド）    | College Cage Series: Collision in the Cage                                  | 2010年3月20日  |
| ○    | ラジーミル・ガブドゥリン   | 1R 3:47 三角絞め           | M-1 Challenge 17: Korea 【ブラジル vs. ロシア 84kg以下】                    | 2009年7月4日   |
| ○    | ホ・ミンソク               | 1R 4:05 腕ひしぎ十字固め   | DEEP M-1 CHALLENGE 3rd EDITION in JAPAN 【USA Team West vs. 韓国 84kg以下】 | 2009年4月29日  |
| ×    | ジェイミー・ジャラ         | 5分3R終了 判定1-2          | ShoXC: Elite Challenger Series                                              | 2008年9月26日  |
| ○    | マット・ルーカス           | 1R 1:49 腕ひしぎ十字固め   | ShoXC: Elite Challenger Series                                              | 2008年4月5日   |
| ○    | ジェイミー・フレッチャー   | 1R 2:46 腕ひしぎ十字固め   | ShoXC: Elite Challenger Series                                              | 2007年10月26日 |
| ○    | アラム・グカシヤン         | 1R 1:45 腕ひしぎ十字固め   | Independent Event                                                           | 2007年5月3日   |
| ○    | クリス・レドウィッジ       | 1R 0:51 腕ひしぎ十字固め   | Battle in the Ballroom 1                                                    | 2007年4月1日   |
| ○    | ミシェル・ヴェルジネリ     | 1R 4:20 腕ひしぎ十字固め   | Fury FC 2: Final Combat                                                     | 2006年11月30日 |
| ○    | ボリス・ジョンストンプ     | 1R 2:00 腕ひしぎ十字固め   | Fury FC 1: Warlords Unleashed                                               | 2006年9月27日  |
| ○    | マヴリック・ハーヴェイ     | 1R 2:00 腕ひしぎ十字固め   | Invincible: Fist of Fury                                                    | 2006年6月17日  |
| ○    | イム・ジュンス             | 1R 2:34 腕ひしぎ十字固め   | X-Impact World Championships 【決勝】                                       | 2005年7月9日   |
| ○    | エドウィン・アギラー       | 1R 2:11 腕ひしぎ十字固め   | X-Impact World Championships 【準決勝】                                     | 2005年7月9日   |
| ○    | シルガバイエフ・ザンビレク | 1R 2:54 腕ひしぎ十字固め   | X-Impact World Championships 【2回戦】                                      | 2005年7月9日   |
| ○    | 太子郎                     | 5分1R終了 判定3-0          | X-Impact World Championships 【1回戦】                                      | 2005年7月9日   |

## 獲得タイトル
- ブラジル柔術選手権（ブラジレイロ）黒帯メイオペサード級(-85kg) 準優勝（1999年）
- ブラジル柔術選手権 黒帯メイオペサード級 準優勝（2001年）
- ブラジル柔術選手権 黒帯メイオペサード級 準優勝（2002年）
- 世界柔術選手権（ムンジアル）黒帯メイオペサード級 3位（2002年）
- 柔術ワールドカップ（コパドムンド）黒帯メイオペサード級 優勝（2003年）
- ブラジル柔術選手権 黒帯メイオペサード級 3位（2004年）
- Tournament of Pros 200ポンド級トーナメント 優勝（2006年）